# No seas cruel
«No seas cruel» es una canción y el segundo sencillo de la cantante y compositora mexicana Alejandra Guzmán de su segundo álbum, titulado Dame tu amor (1989). Fue lanzada en el mes de septiembre de 1989 a través es de su discográfica Discos y Cintas Melody.
La canción es una versión en español de la canción de Elvis Presley "Don't Be Cruel" y fue escrita por él con Otis Blackwell.

## Lista de canciones

### CD - Promo[3]
| No seas cruel — Single |                 |          |  |
| N.º                    | Título          | Duración |  |
| 1.                     | «No seas cruel» | 2:24     |  |

## Posiciones en las listas
| Listas                                     | Posición |
| ------------------------------------------ | -------- |
| Estados Unidos Billboard Hot Latin Tracks  | 1        |
| Estados Unidos Billboard Latin Pop Airplay | 32       |